# Celso Luis Gomes
Celso Luis Gomes (nacido el 2 de septiembre de 1964) es un exfutbolista brasileño que se desempeñaba como defensa.
Jugó para clubes como el Shimizu S-Pulse (1993).

## Trayectoria

### Clubes
| Club            | País  | Año  |
| --------------- | ----- | ---- |
| Shimizu S-Pulse | Japón | 1993 |

## Estadística de carrera

### J. League
| Club            | Año   | J. League | J. League | Copa J. League | Copa J. League | Total | Total |
| Club            | Año   | Part.     | Goles     | Part.          | Goles          | Part. | Goles |
| --------------- | ----- | --------- | --------- | -------------- | -------------- | ----- | ----- |
| Shimizu S-Pulse | 1993  | 8         | 0         | 0              | 0              | 8     | 0     |
| Total           | Total | 8         | 0         | 0              | 0              | 8     | 0     |